# جورج غاليغو
جورج غاليغو (مواليد 1966) هو رياضي بارالترياتلون أمريكي ورائد أعمال. وهو المؤسس والرئيس التنفيذي لشركة ويلز بروجيرس والمؤسس المشارك لمشروع أكسيس.  ومن خلال "مبادرات الوصول"، افتتح صالتي ألعاب رياضية موجهتين لمساعدة الأشخاص ذوي الإعاقة: واحدة في بروكلين والأخرى في مانهاتن. وفي عام 2021، افتتح مطعم كونتينتو في شرق هارلم. صُمم المطعم ليكون مناسبًا للكراسي المتحركة في جميع أنحائه، وتتضمن قوائم الطعام رموز كيو آر للضيوف ضعاف البصر لقراءة القائمة بصوت عالٍ لهم عبر هواتفهم الذكية.
حصل جاليغو على درجتي البكالوريوس والماجستير في القيادة التنظيمية من جامعة ميرسي. كما التحق بجامعة فوردهام وجامعة كورنيل للدراسات العليا.
أصيب جاليجو بالشلل من الخصر إلى الأسفل حوالي عام 1990 في سن 23 بعد سقوطه من نافذة في الطابق الثالث في موقع بناء. أصيب بالاكتئاب واكتسب قدرًا كبيرًا من الوزن بعد الحادث وطلق زوجته. في النهاية، بدأ جاليجو ممارسة الرياضة. شارك في أول سباق دراجات يدوية له في عام 2005 وأول سباق ثلاثي له في مدينة نيويورك في عام 2007.
التقى جاليجو بزوجته، جوليا كان جاليجو، في سباق الترياتلون في مدينة نيويورك عام 2007؛ وتزوجا في عام 2009. ولدى جاليجو ثلاثة أطفال.